# Jerrel Feller
Jerrel Feller (* 9. Juni 1987 in Heemskerk) ist ein ehemaliger niederländischer Leichtathlet, der sich auf den Sprint spezialisiert hat. 2012 wurde er mit der niederländischen 4-mal-100-Meter-Staffel in Helsinki Europameister.

## Sportliche Laufbahn
Erste internationale Erfahrungen sammelte Jerrel Feller im Jahr 2005, als er bei den Junioreneuropameisterschaften in Kaunas mit 22,04 s in der ersten Runde im 200-Meter-Lauf ausschied. Im Jahr darauf kam er bei den Juniorenweltmeisterschaften in Peking mit 10,69 s nicht über den Vorlauf über 100 Meter hinaus und schied über 200 Meter mit 21,47 s im Halbfinale aus. 2007 kam er bei den U23-Europameisterschaften in Debrecen im Semifinale über 200 Meter nicht ins Ziel und 2009 belegte er bei den U23-Europameisterschaften in Kaunas mit der niederländischen 4-mal-100-Meter-Staffel in 39,72 s den fünften Platz. 2011 wurde er mit der Staffel bei den Weltmeisterschaften in Daegu im Vorlauf disqualifiziert und im Jahr darauf schied er bei den Europameisterschaften in Helsinki mit 21,32 s in der ersten Runde über 200 Meter aus. Zudem verhalf er der Staffel zum Finaleinzug und trug so zum Gewinn der Goldmedaille bei. 2015 beendete er dann seine aktive sportliche Karriere im Alter von 28 Jahren.
2012 wurde Feller niederländischer Meister im 200-Meter-Lauf im Freien sowie 2010 und 2013 in der Halle.

## Persönliche Bestleistungen
- 100 Meter: 10,52 s (+0,8 m/s), 1. Juli 2006 in Bergen op Zoom
  - 60 Meter (Halle): 6,83 s, 13. Januar 2013 in Amsterdam
- 200 Meter: 20,76 s (+0,8 m/s), 17. Juni 2012 in Amsterdam
  - 200 Meter (Halle): 21,21 s, 17. Februar 2013 in Apeldoorn